# Дънди Крокодила
„Дънди Крокодила“ (на английски: Crocodile Dundee) е австралийско-американска комедия от 1986 г., който се развива в австралийската пустош и в Ню Йорк. Премиерата му е на 30 април 1986 г. в Австралия и на 26 септември 1986 г. в САЩ.

## Сюжет
Внимание:  Текстът по-долу разкрива сюжета на произведението (или части от него)!
Майкъл Дънди, по прякор „Крокодила“, е австралиец, който не признава дребните удобства на модерната цивилизация. Той предпочита да лови крокодили с голи ръце, да се справя с гигантски водни бикове, а вечерите си прекарва в бара, където се напива до припадък и вечно осъмва под масата. Неговият волен дух го прави симпатичен чудак в очите на околните, които трудно могат да го разберат. Но Дънди се изправя пред неочаквано изпитание – пътуване до Ню Йорк, където неотстъпчивата красавица, репортерката Линда получава възможност да напише материал за пресата. Какво по-странно и невъобразимо събитие от срещата на Дънди с космополитния Ню Йорк!
Това е не само най-касовата кинокомедия от 1986 година, но и филмът, с който австралийското кино обърна върху себе с вниманието на световната критика. Свежият и неподправен хумор, отличната актьорска игра на Пол Хоган („Златен глобус“ за тази роля), както и удивителното чувство на кинематографичен ритъм и пластика за впечатляващите качества на тази творба. Нещо повече „Крокодилът Дънди“ породи след себе си поредица от аналогични комедии, издържани в духа на противопоставянето на естествения човек и условностите на модерната цивилизация. А това е само едно от доказателствата за художествената оригиналност на този самобитен филм. И днес неговите качества не са ерозирали във времето и творбата на Питър Фейман се гледа с удоволствие.